# Eleonora Duse
Eleonora Duse, född 3 oktober 1858 i Vigevano, Lombardiet, död 21 april 1924 i Pittsburgh, Pennsylvania, var en italiensk skådespelare, ofta omnämnd som bara Duse.

## Biografi
Eleonora Duse föddes i Vigevano och började med skådespeleri, familjens yrke, som barn. Hon fick sitt stora genombrott 1879 i Neapel med Émile Zolas Thérèse Raquin. Till att börja med turnerade hon med skådespelaren Flavio Andòs teatersällskap, men därefter ingick hon i Cesare Rossis sällskap. 
Efter sitt genombrott i Rom 1883 ledde hon ett eget sällskap. En analytisk hållning i kombination med en intensiv inlevelse gjorde henne till en stor karaktärsskådespelare. Tillsammans med Sarah Bernhardt var hon tidens ledande tragedienne; de båda rivaliserade om publikens gunst på sina stora världsturnéer och spelade ofta samma roller. Duse var berömd för att vara kryptisk vad avser skådespeleriet. Hon hävdade att hon inte hade någon typ av teknik.  Det är känt är att hon hade en mycket heterodox, nästan religiös handlingsfilosofi, och försökte eliminera sig själv och bli de karaktärer hon porträtterade. Det är en vanlig missuppfattning att hon som skådespelare var rent intuitiv och spontan; i själva verket arbetade hon djupt med sitt skådespeleri och med att gestalta sina roller.
Under sin karriär blev Duse känd och respekterad för att hjälpa unga skådespelare och skådespelerskor under tidiga stadier av deras karriärer. Exempel på olika konstnärliga genier som erkände att de inspirerades av Duse är dansaren och koreografen Martha Graham och poeten Amy Lowell. Hon var stor vän med skådespelerskan Eva Le Gallienne, som skrev hennes biografi.
Under åren 1880–1894 var Duse gift med skådespelaren Tebaldo Marchetti, kallad "Checchi". Från 1891 företog hon flera turnéer i Europa, och från 1893 även i Amerika. 1895 och 1906 besökte hon Sverige. Under perioden 1909–1921 höll hon sig borta från scenen, något som hade att göra med Duses behandling i offentligheten. Hon hade haft en relation med Gabriele D'Annunzio, som han senare skildrade i ett för Duse ofördelaktigt sätt i romanen Elden (orig. Il fuoco). Under dessa år hade hon bland annat en relation med Lina Poletti, tidigare partner till Sibilla Aleramo.
1916 gjorde hon sin enda filmroll, som Rosalia Derios i den halvtimmeslånga, veristiska stumfilmen Cenere ("Aska"). Tillsammans med regissören Febo Mari svarade hon också för manus, efter en roman med samma namn från 1904, av Grazia Deledda. 
Duse hade stor framgång i pjäser av bland andra D'Annunzio, Carlo Goldoni, William Shakespeare och Maksim Gorkij. Men hon kom i efterhand alltmer att föredra Henrik Ibsen och spelade bland annat Nora i Et dukkehjem, Hedda Gabler, fru Alving i Gengangere och inte minst Rebecca West i Gordon Craigs berömda Rosmersholm-uppsättning i Florens 1906. Duse återvände till scenen 1923, även denna gång med Ibsen.
Den 30 juli 1923 blev Duse den första kvinnan (och italienskan) som  presenterades på omslaget till den växande tidningen Time.
Hon dog 1924 i Pittsburgh, Pennsylvania under en turné i USA.

## Utmärkelser
Nedslagskratern Duse på planeten Venus är uppkallad efter henne.